# Anguttara-nikája
Anguttara-nikája („Číselná sbírka“) je čtvrtá z pěti nikájí („sbírek“), z kterých se skládá sutta-pitaka pálijského kánonu.
Obsahuje celkem 9557 dosti krátkých sutt, které jsou rozděleny do jedenácti nipát (knih).
Sutty jsou rozděleny do jednotlivých knih nikoli podle obsahu, ale dle počtu bodů, ve kterých dané téma rozvádí (čtyři druhy štěstí, šest následků chudoby apod.). Kniha dvou například obsahuje sutty, které se zabývají daným tématem v párech, jako například sutta o dvou uměních jak být šťastný nebo sutta o dvou lidech, kterým je obtížné jejich dobro oplatit (tj. vlastním rodičům). Obdobně sutty z knihy třech pojednávají vždy o „třech věcech“, jako tři důvody ke štěstí nebo trojí druh mluvy.

## Obsah Anguttara-nikáje

### Ékaka-nipáta nebo Éka-nipáta (Kniha jedněch)
1. Kapitola (rúpádi-vagga)
2. Kapitola (nívaranappahána-vagga)
3. Kapitola (akammanija-vagga)
4. Kapitola (adanta-vagga)
5. Kapitola (panihita-aččha-vagga)
6. Kapitola (ačhará-sangháta-vagga)
7. Kapitola (virijárambhádi-vagga)
8. Kapitola (kaljánamittádi-vagga)
9. Kapitola (pamádádi-vagga)
10. Kapitola (dutija-pamádádi-vagga)
11. Kapitola (adhamma-vagga)
12. Kapitola (anápatti-vagga)
13. Kapitola (ekapuggala-vagga)
14. Kapitola (etadagga-vagga)
15. Kapitola (atthána-páli)
16. Kapitola (ekadhamma-páli)
17. Kapitola (pasáda-kara-dhamma-vagga)
18. Kapitola (apara-aččharásangháta-vagga)
19. Kapitola (kájagatásati-vagga)
20. Kapitola (amata-vagga)

### Duka-nipáta (Kniha dvou)
I. Prvních padesát sutt (pathamapannásaka)
1. Kapitola období dešťů (kammakarana-vagga)
2. Kapitola sporů (adhikarana-vagga)
3. Kapitola pošetilců (bála-vagga)
4. Kapitola duševního klidu (samačitta-vagga)
5. Kapitola shromáždění (parisa-vagga)
II. Druhých padesát sutt (dutijapannásaka)
6. Kapitola lidí (purisa-vagga)
7. Kapitola štěstí (sukha-vagga)
8. Kapitola podmíněného vznikání (sanimitta-vagga)
9. Kapitola jevů (dhamma-vagga)
10. Kapitola pošetilců (bála-vagga)
III. Třetích padesát sutt (tatijapannásaka)
11. Kapitola touhy (ásáduppadžaha-vagga)
12. Kapitola přání (ájáčana-vagga)
13. Kapitola darování (dána-vagga)
14. Kapitola ochrany (santhára-vagga)
15. Kapitola dosažení (samápatti-vagga)
16. Kapitola hněvu (kodha-pejjála)
17. Kapitola neprospěšných vlastností (akusala-pejjála)
18. Kapitola řádových pravidel (vinaja-pejjála)
19. Kapitola chtíče (rága-pejjála)

### Tika-nipáta (Kniha třech)
I. Prvních padesát sutt (pathamapannásaka)
1. Kapitola: bála-vagga
2. Kapitola: rathakára-vagga
3. Kapitola: puggala-vagga
4. Kapitola: devadúta-vagga
5. Kapitola: čúla-vagga
II. Druhých padesát sutt (dutijapannásaka)
6. Kapitola: bráhmana-vagga
7. Kapitola: mahá-vagga
8. Kapitola: ánanda-vagga
9. Kapitola: samana-vagga
10. Kapitola: lonakapalla-vagga
III. Třetích padesát sutt (tatijapannásaka)
11. Kapitola: samboha-vagga
12. Kapitola: ápájika-vagga
13. Kapitola: kusinára-vagga
14. Kapitola: jodhádžíva-vagga
15. Kapitola: mangala-vagga
16. Kapitola: ačelaka-vagga
17. Kapitola: kammaptha-pejjála
18. Kapitola: rága-pejjála

### Čatukka-nipáta (Kni čtyř)
I. Prvních padesát sutt (pathamapannásaka)
1. Kapitola: bhandagáma-vagga
2. Kapitola: čara-vagga
3. Kapitola: uruvelá-vagga
4. Kapitola: čakka-vagga
5. Kapitola: rohitassa-vagga
II. Druhých padesát sutt (dutijapannásaka)
6. Kapitola: puňňábhisanda-vagga
7. Kapitola: pattakamma-vagga
8. Kapitola: apannaka-vagga
9. Kapitola: mačala-vagga
10. Kapitola: asura-vagga
III. Třetích padesát sutt (tatijapannásaka)
11. Kapitola: valáhaka-vagga
12. Kapitola: kesi-vagga
13. Kapitola: bhaja-vagga
14. Kapitola: puggala-vagga
15. Kapitola: ábhá-vagga
IV. Čtvrtých padesát sutt (čatutthapannásaka)
16. Kapitola: indrija-vagga
17. Kapitola: patipadá-vagga
18. Kapitola: saňčetanija-vagga
19. Kapitola: bráhmana-vagga
20. Kapitola: mahá-vagga
V. Pátých padesát sutt (paňčamapannásaka)
21. Kapitola: sikkhápada-vagga
22. Kapitola: Parisasóbhana-vagga
23. Kapitola: duččarita-vagga
24. Kapitola: kamma-vagga
25. Kapitola: ápattibhja-vagga
26. Kapitola: abhiňňá-vagga
27. Kapitola: kammapatha-vagga
28. Kapitola: rága-pejjála

### Paňčaka-nipáta (Kniha pěti)
1. Kapitola: sekhabala-vagga
2. Kapitola: bala-vagga
3. Kapitola: paňčangika-vagga
4. Kapitola: sumana-vagga
5. Kapitola: mundarádža-vagga
6. Kapitola: nívarana-vagga
7. Kapitola: saňňá-vagga
8. Kapitola: jodhádžíva-vagga
9. Kapitola: thera-vagga
10. Kapitola: kakudha-vagga
11. Kapitola: phásuvihára-vagga
12. Kapitola: andhakavinda-vagga
13. Kapitola: gilána-vagga
14. Kapitola: rádža-vagga
15. Kapitola: tikanda-vagga
16. Kapitola: saddhamme-vagga
17. Kapitola: ágháta-vagga
18. Kapitola: upásaka-vagga
19. Kapitola: araňňa-vagga
20. Kapitola: bráhmana-vagga
21. Kapitola: kimbila-vagga
22. Kapitola: akkosa-vagga
23. Kapitola: díghačárika-vagga
24. Kapitola: ávásika-vagga
25. Kapitola: duččarita-vagga
26. Kapitola: upasampadá-vagga

### Čhakka-nipáta (Kniha šesti)
1. Kapitola: áhunejja-vagga
2. Kapitola: sáraníja-vagga
3. Kapitola: anuttarija-vagga
4. Kapitola: devatá-vagga
5. Kapitola: dhammika-vagga
6. Kapitola: mahá-vagga
7. Kapitola: devatá-vagga
8. Kapitola: arahatta-vagga
9. Kapitola: síti-vagga
10. Kapitola: ánisamsa-vagga
11. Kapitola: tika-vagga
12. Kapitola: sámaňňa-vagga

### Sattaka-nipáta (Kniha sedmi)
1. Kapitola: dhana-vagga
2. Kapitola: anusaja-vagga
3. Kapitola: vadždži-sattaka-vagga
4. Kapitola: devatá-vagga
5. Kapitola: mahá-jaňňa-vagga
6. Kapitola: abjákata-vagga
7. Kapitola: mahá-vagga
8. Kapitola: vinaja-vagga
9. Kapitola: samana-vagga
10. Kapitola: áhunejja-vagga

### Atthaka-nipáta (Kniha osmi)
1. Kapitola: mettá-vagga
2. Kapitola: mahá-vagga
3. Kapitola: gahapati-vagga
4. Kapitola: dána-vagga
5. Kapitola: uposatha-vagga
6. Kapitola: gotamí-vagga
7. Kapitola: bhúmičála-vagga
8. Kapitola: jamaka-vagga
9. Kapitola: sati-vagga
10. Kapitola: sámaňňa-vagga
11. Kapitola: rágapejjála

### Navaka-nipáta (Kniha devíti)
1. Kapitola: sambodhi-vagga
2. Kapitola: síhanáda-vagga
3. Kapitola: sattávása-vagga
4. Kapitola: mahá-vagga
5. Kapitola: sámaňňa-vagga
6. Kapitola: khema-vagga
7. Kapitola: satipatthána-vagga
8. Kapitola: sammappadhána-vagga
9. Kapitola: iddhipada-vagga
10. Kapitola: rágapejjála-vagga

### Dasaka-nipáta (Kniha desíti)
1. Kapitola: ánisamsa-vagga
2. Kapitola: nátha-vagga
3. Kapitola: mahá-vagga
4. Kapitola: upáli-vagga
5. Kapitola: akkosa-vagga
6. Kapitola: sačitta-vagga
7. Kapitola: jamaka-vagga
8. Kapitola: ákankha-vagga
9. Kapitola: thera-vagga
10. Kapitola: upáli-vagga
11. Kapitola: samanasaňňá-vagga
12. Kapitola: paččorohani-vagga
13. Kapitola: parisuddha-vagga
14. Kapitola: sádhu-vagga
15. Kapitola: arija-vagga
16. Kapitola: puggala-vagga
17. Kapitola: džánussoni-vagga
18. Kapitola: sádhu-vagga
19. Kapitola: arijamagga-vagga
20. Kapitola: aparapuggala-vagga
21. Kapitola: karadžakája-vagga
22. Kapitola: sámaňňa-vagga
23. Kapitola: rága-pejjála

### Ékadasaka-nipáta (Kniha jedenácti)
1. Kapitola: nissaja-vagga
2. Kapitola: anussati-vagga
3. Kapitola: sámaňňa-vagga
4. Kapitola: rága-pejjála